# Aronschaltung
Mit der Aronschaltung können elektrische Leistungen im Drehstromnetz bei symmetrischer und unsymmetrischer Last gemessen werden. Sie ist nach dem deutschen Physiker Hermann Aron benannt, der sie in den 1880er Jahren berechnete. Sie ist nur in Dreileiterstromkreisen verwendbar. 

Wirkleistungsmessung im Drehstromnetz mit Neutralleiter

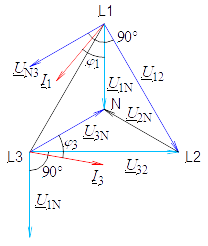
Strom- und Spannungszeiger im unverzerrten Spannungsdreieck, ursprünglich und um 90° nacheilend

Die folgende Beschreibung setzt voraus, dass Spannung und Strom sinusförmig sind, und (bei Blindleistungsmessung) dass das Spannungsdreieck nicht verzerrt ist. Die bei Hochspannung erforderlichen Spannungswandler und Stromwandler sind zur Vereinfachung in den Schaltplänen nicht mitgezeichnet. Dazu wird auf DIN 43807 verwiesen.
Im Dreileiterstromkreis kann die gesamte Wirkleistung {\displaystyle P} direkt mit zwei Leistungsmessern gemessen werden statt üblicherweise mit drei. {\displaystyle P} ergibt sich aus dem Mittelwert der Augenblicksleistung {\displaystyle p} mit den im Bild eingetragenen Augenblickswerten
{\displaystyle p=u_{1\mathrm {N} }\;i_{1}+u_{2\mathrm {N} }\;i_{2}+u_{3\mathrm {N} }\;i_{3}}.
Bei fehlendem Neutralleiter (oder bei symmetrischer Last) ist
{\displaystyle i_{1}+i_{2}+i_{3}\ =0} .
Mit {\displaystyle \quad u_{1\mathrm {N} }=u_{12}+u_{2\mathrm {N} }}
und {\displaystyle \quad u_{3\mathrm {N} }=u_{32}+u_{2\mathrm {N} }}
wird {\displaystyle \quad p=u_{12}\;i_{1}+u_{32}\;i_{3}+u_{2\mathrm {N} }(i_{1}+i_{2}+i_{3})}
wobei der letzte Summand gleich null ist, womit {\displaystyle i_{2}} aus der Gleichung verschwindet.
{\displaystyle P={\overline {p}}={\overline {u_{12}\;i_{1}}}+{\overline {u_{32}\;i_{3}}}}
oder mit den Effektivwerten und Phasenverschiebungswinkeln
{\displaystyle P=U_{12}\;I_{1}\cos(\varphi _{1}+30^{\circ })+U_{32}\;I_{3}\cos(\varphi _{3}-30^{\circ })}

Aronschaltung;
oben für Wirkleistungsmessung,
unten für Blindleistungsmessung

Zur Messung der Blindleistung {\displaystyle Q} werden bei induktiven Verbrauchern Spannungen benötigt, die gegenüber denen bei der Wirkleistungsmessung um 90° nacheilen. Dazu muss das Neutralleiter-Potential eines Sternpunktes erzeugt werden mit einem Widerstand, der genauso groß ist wie die Widerstände der Spannungspfade der Leistungsmesser. Die phasenverschobenen Spannungen sind um den Faktor {\displaystyle {\tfrac {1}{\sqrt {3}}}} geringer als bei der Wirkleistungsmessung. Dieses muss durch Spannungswandler mit entsprechend höherer Sekundärspannung oder durch Rechnung berichtigt werden.
{\displaystyle Q={\sqrt {3}}\cdot ({\overline {u_{\mathrm {N} 3}\;i_{1}}}+{\overline {u_{1\mathrm {N} }\;i_{3}}})},
{\displaystyle Q={\sqrt {3}}\cdot \left[U_{\mathrm {N} 3}\;I_{1}\cos(60^{\circ }-\varphi _{1})+U_{1\mathrm {N} }\;I_{3}\cos(120^{\circ }-\varphi _{3})\,\right]}
Die Erläuterungen in den Artikeln über Wirkleistung und Blindleistung zu den Messgeräten und vorzeichen-richtigen Schaltungen sollten beachtet werden. Insbesondere bei der Aronschaltung muss mit nicht vorhersehbaren Ergebnissen der Einzelmesswerte gerechnet werden.